# NGC 4314
NGC 4314 è una galassia a spirale barrata nella costellazione della Chioma di Berenice.
Si individua 1,5 gradi a nord-ovest della stella γ Comae Berenices; un telescopio da 120 mm di apertura è già sufficiente per individuarla, e vi appare come un oggetto luminoso allungato in senso NW-SE, con un rigonfiamento al centro. Con strumenti maggiori non si evidenziano ulteriori particolari, anche perché i suoi bracci sono molto deboli, e l'unica parte ben visibile resta dunque la barra centrale. Dista dalla Via Lattea circa 100 milioni di anni-luce.